# 出版倫理協議会
出版倫理協議会（しゅっぱんりんりきょうぎかい）は、日本の出版業界における事実上の自主規制団体。

## 概要
1963年（昭和38年）12月12日に、日本雑誌協会・日本書籍出版協会・日本出版取次協会・日本出版物小売業組合全国連合会（現・日本書店商業組合連合会）の4団体によって設立。基本的には条例等の法的措置によらない自主規制により青少年の保護育成に努めることを目的としている。
太平洋戦争の敗戦後、日本国憲法において「言論の自由」がうたわれ、一般書籍等に対する検閲が（GHQによるもの等一部の例外を除いて）禁止されたことに伴い、所謂「低俗出版物」と呼ばれる雑誌類が巷に溢れるようになった。これに対し、1950年代より各都道府県レベルで青少年保護育成条例等による出版物への規制を行う動きが強まり始めたため、これらの規制強化に対応すべく設立されたのが本団体である。
1965年（昭和40年）5月7日には、前年に制定された東京都青少年の健全な育成に関する条例に基づき指定された不健全図書（他の道府県における有害図書）の取り扱いに関し「出版倫理協議会の自主規制の申し合わせ」を決定し、「年5回、もしくは連続3回不健全図書に指定された雑誌類は、小売店から特別な注文が無い限り配本しない」という、出版流通における自主規制措置を開始。また翌1967年（昭和42年）には、他道府県における有害図書に対しても「要注意取扱誌」の指定制度を開始している。
その後も、1991年（平成3年）には成人向け漫画の単行本に対し「成年コミック」マークの表示を求める「コミック単行本に関する自主規制の申し合わせ」を決定したほか、1996年（平成8年）には成年向け雑誌に対するマーク表示の実施、2004年（平成16年）にはコンビニエンスストア等で販売されるいわゆる「グレーゾーン誌」に対し立ち読み等で中身を見られないようにする「シール止め」措置の実施（翌年からは「2ヶ所シール止め」に発展）など、世論からの成年向け書籍・雑誌に対する批判を受けた数々の自主規制措置を行っている。
一方で法律・条例による有害図書等への規制強化に対しては、設立当初より一貫して反対の姿勢を示しており、2010年（平成22年）に話題となったいわゆる非実在青少年を巡る東京都の条例改正案に対しても明確に反対を打ち出している。しかし2011年4月、同改正条例の内容を是認する自主規制を各出版社に求める方針であることが報じられた。